# Società dei sacerdoti missionari di San Paolo apostolo

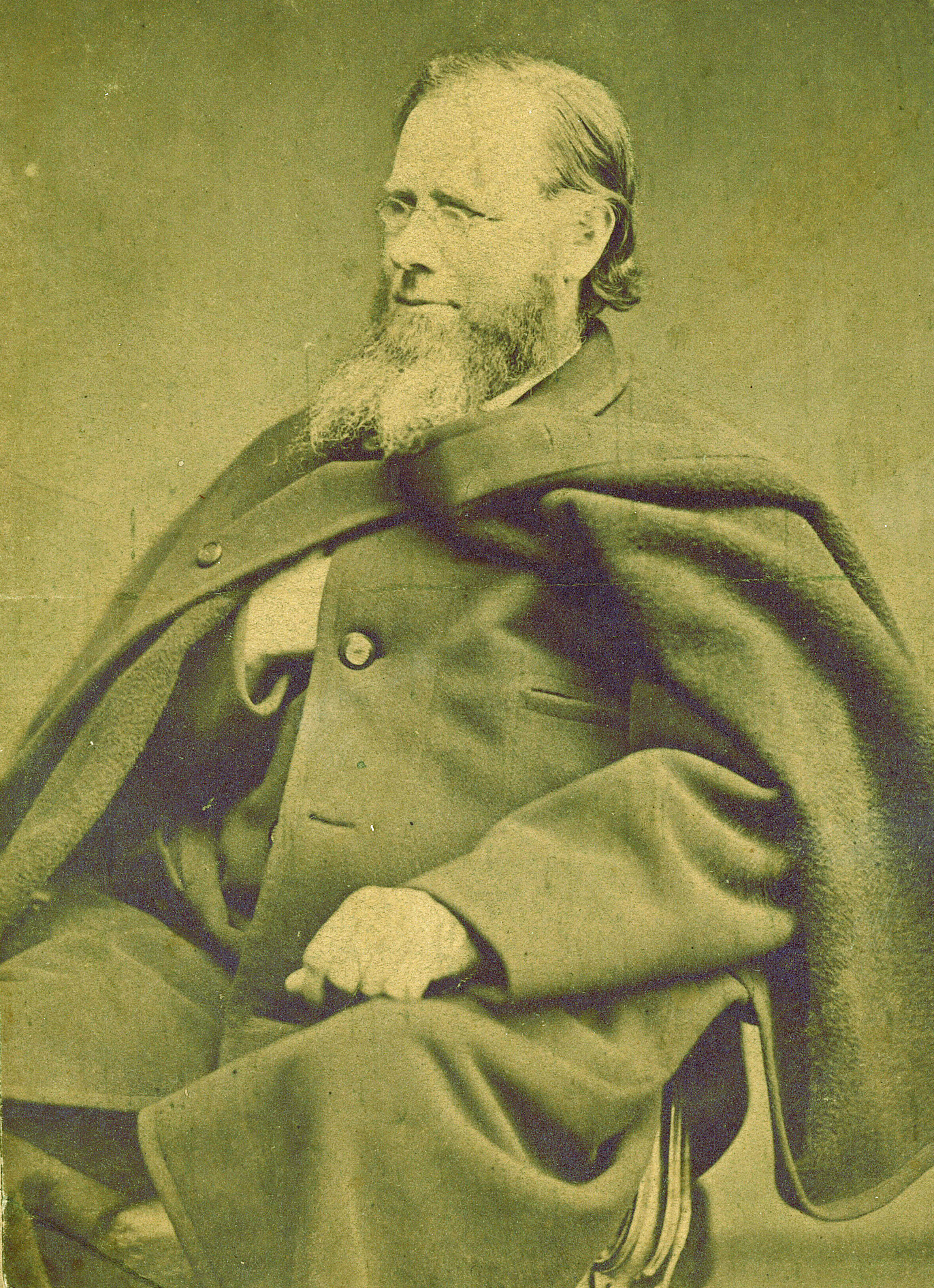
Isaac T. Hecker, fondatore della congregazione

La Società dei sacerdoti missionari di San Paolo apostolo (in latino Societas Sacerdotum Missionariorum a Sancto Paulo Apostolo) è una società clericale di vita apostolica di diritto pontificio: i sodali della compagnia, detti comunemente paolisti (in inglese Paulist Fathers), pospongono al loro nome la sigla  C.S.P.

## Storia
La congregazione venne fondata dal sacerdote statunitense Isaac Thomas Hecker (1819-1888): staccatosi, insieme ad altri quattro religiosi, dalla Congregazione del Santissimo Redentore, il 7 luglio 1858, con l'approvazione dell'arcivescovo John Joseph Hughes, fondò a New York una nuova società con il fine specifico di propagare il cattolicesimo negli Stati Uniti d'America .
La società ricevette il pontificio decreto di lode il 13 luglio 1929 e le sue costituzioni vennero approvate definitivamente dalla Santa Sede il 17 dicembre 1940.

## Attività e diffusione
I sacerdoti missionari di San Paolo si dedicano all'apostolato parrocchiale, alle missioni popolari, all'assistenza spirituale degli studenti universitari e all'evangelizzazione attraverso i mezzi di comunicazione di massa, come la radio, la televisione e la stampa (nel 1865 hanno fondato The Catholic World, la prima rivista cattolica americana).
Sono presenti per la maggior parte negli Stati Uniti d'America, ma anche in Canada, Israele e a Roma, dove officiano, fino al 2016, nella chiesa nazionale americana di Santa Susanna alle terme di Diocleziano, , dal 2017 nella Chiesa di San Patrizio a Villa Ludovisi. 
Il moderatore supremo della società, che porta il titolo di presidente, risiede a New York.
Al 31 dicembre 2005, la congregazione contava 23 case e 164 membri, 151 dei quali sacerdoti.